# Tour Cycliste Féminin International de l'Ardèche
Il Tour Cycliste Féminin International de l'Ardèche è una corsa a tappe femminile di ciclismo su strada che si corre annualmente nel dipartimento dell'Ardèche, in Francia. Fa parte del calendario internazionale femminile UCI come prova di classe 2.1 (2.2 fino al 2017).

## Storia
Il Tour de l'Ardèche fu creato nel 2003 dal Vélo Club Vivarais Rhône-Alpes, società ciclistica di Viviers. Nella prima edizione era composto da tre tappe che divennero cinque l'anno seguente e sei dal 2005.

## Albo d'oro
Aggiornato all'edizione 2024.
| Anno | Vincitrice                | Seconda                | Terza                    |
| ---- | ------------------------- | ---------------------- | ------------------------ |
| 2003 | Edita Pučinskaitė         | Modesta Vžesniauskaitė | Sigrid Corneo            |
| 2004 | Elisabeth Chevanne-Brunel | Beatrice Thomas        | Uenia Fernandes          |
| 2005 | Edita Pučinskaitė         | Kristin Armstrong      | Daiva Tuslaitė           |
| 2006 | Edita Pučinskaitė         | Tatiana Guderzo        | Clemilda Fernandes       |
| 2007 | María Isabel Moreno       | Fabiana Luperini       | Katheryn Curi Mattis     |
| 2008 | Amber Neben               | Emma Pooley            | Susanne Ljungskog        |
| 2009 | Kristin Armstrong         | Grace Verbeke          | Elizabeth Armitstead     |
| 2010 | Vicki Whitelaw            | Sharon Laws            | Ruth Corset              |
| 2011 | Emma Pooley               | Ashleigh Moolman       | Christel Ferrier-Bruneau |
| 2012 | Emma Pooley               | Ashleigh Moolman       | Tayler Wiles             |
| 2013 | Tat'jana Antošina         | Ashleigh Moolman       | Karol-Ann Canuel         |
| 2014 | Linda Villumsen           | Tayler Wiles           | Edwige Pitel             |
| 2015 | Tayler Wiles              | Lauren Stephens        | Rossella Ratto           |
| 2016 | Flávia Oliveira           | Anna Kiesenhofer       | Edwige Pitel             |
| 2017 | Lucy Kennedy              | Hanna Nilsson          | Leah Thomas              |
| 2018 | Katarzyna Niewiadoma      | Mavi García            | Eider Merino             |
| 2019 | Marianne Vos              | Clara Koppenburg       | Eider Merino             |
| 2020 | Lauren Stephens           | Mavi García            | Anna Kiesenhofer         |
| 2021 | Leah Thomas               | Mavi García            | Ane Santesteban          |
| 2022 | Antonia Niedermaier       | Loes Adegeest          | Paula Patiño             |
| 2023 | Marta Cavalli             | Erica Magnaldi         | Anastasiya Kolesava      |
| 2024 | Thalita de Jong           | Marion Bunel           | Monica Trinca Colonel    |